# Marko Kutlić
Marko Kutlić (Slavonski Brod, 18. svibnja 1995.) je hrvatski pjevač, tekstopisac i glazbeni autor.

## Karijera
Od ranih dana Marko je pokazao interes za glazbu, te je kao dječak pjevao u crkvenim zborovima. Prvi je audio zapis, obradu pjesme "Tears don’t fall", britanskog sastava Bullet for my Valentine, snimio s tadašnjim gitaristom i producentom Lukom Dobrovićem. Marko Kutlić snimio još nekolicinu audio zapisa, od kojih se ističe obrada hita britanske kantautorice Adele "Someone like you".

#### Pravila Igre
U 2014. godini nastaje bend "Pravila Igre" u kojem Marko ima ulogu pjevača. Debitanska pjesma "Nebo na mojoj strani" koju je bend izdao početkom 2015. godine zasjela je na prvo mjesto HRtop40. Ostale pjesme koje je Marko snimio kao član benda su "Kamen na duši", "Lijek za besane noći", "Okovano srce", "Pogledaj me", "Na tvojim usnama", "Poljubac reče", "Ako" i "Zagrli me” koje su se našle na albumu "Nebo na mojoj strani".

#### Samostalna karijera
Početkom 2017. godine, Marko napušta bend "Pravila igre" i započinje samostalnu karijeru. Prvu samostalnu pjesmu "Srce se spasilo" Marko je izdao u drugoj polovici 2017. godine. Tekst pjesme napisao je Aleksandar Čubrilo, dok su glazbenu produkciju i aranžman potpisali Marko Vojvodić i Igor Ivanović. S prvom samostalnom pjesmo Marko je zasjeo na 3. mjesto HRtop40 u 43. tjednu 2017. godine. Marko je nastavio suradnju s istom timom tokom cijelog svog albuma.
Dana 23. studenoga 2019., Marko Kutlić je održao svoj prvi samostalni koncert u Tvornici Kulture u Zagrebu, koji je ujedno bio i datum izdavanja prvog solo albuma "U kapi tvoje ljubavi".
Na 67. Zagrebačkom festivalu Marko osvaja prvo mjesto s pjesmom "Samo nek' ona sretna je" koja je ujedno zasjela i na prvo mjesto 6. tjedna 2020. HRtop40. Tijekom pandemije COVID-19, kao i svi glazbenici se pomalo povukao sa scene objavivši još naslovni singl svog albuma "Poleti Ptico". Tijekom 2023. godine potpuno se povlači sa scene uslijed negativnog odjeka nekih intervjua, a na ruku mu nije išao ni nastup za vladajuću stranku za vrijeme posjeta europskih dužnosnika. Ističe se tek gostovanje u Podcast Inkubatoru.
Kasnije se otkrilo da je počeo nastupati u Italiji po ulicama Trsta pod novim umjetničkim imenom Marco Dolore, dok u Hrvatskoj sve manje nastupa.

## Diskografija

### Studijski albumi
- 2019. – U kapi tvoje ljubavi
- 2023. – Poleti ptico

### Pjesme
| "Srce se spasilo"                                                          | 2017. | 3  | "U kapi tvoje ljubavi" |
| "Usne tvoje"                                                               | 2018. | 12 | "U kapi tvoje ljubavi" |
| "Sam protiv svih"                                                          | 2018. | 8  | "U kapi tvoje ljubavi" |
| "U kapi tvoje ljubavi"                                                     | 2018. | 11 | "U kapi tvoje ljubavi" |
| "U zagrljaju spašeni" ft. Nela                                             | 2019. | 2  | "U kapi tvoje ljubavi" |
| "Samo ljubav"                                                              | 2019. | 7  | "U kapi tvoje ljubavi" |
| "Sreća"                                                                    | 2019. | 3  | "U kapi tvoje ljubavi" |
| "Samo nek' ona sretna je"                                                  | 2019. | 1  | "U kapi tvoje ljubavi" |
| "Kao predivan san"                                                         | 2019. | —  | "U kapi tvoje ljubavi" |
| "Kreni"                                                                    | 2019. | —  | "U kapi tvoje ljubavi" |
| "Vjerujem ti"                                                              | 2019. | —  | "U kapi tvoje ljubavi" |
| "—" Označuje pjesme koje nisu bile na top ljestivici ili izadne na albumu. |       |    |                        |

## Sinkronizacija
- "DC Liga Super-ljubimaca" kao Aquaman (2022.)
- "Tom i Jerry" kao Butch (2021.)

## Nagrade
Najnovije:
- 2020. – Pobjednik 67. Zagrebačkog festivala
- 2019. – Cesarica - hit kolovoza
- 2019. – Cesarica - hit travnja
- 2019. – Najbolji debitant Splitskog festivala

## Vanjske poveznice
- Facebook – Marko Kutlić – Facebook